# Libyen i olympiska sommarspelen 1968
Libyen deltog med en deltagare vid de olympiska sommarspelen 1968 i Mexico City. Landets deltagare erövrade ingen medalj.